# Acará (kommun)
Acará är en kommun i Brasilien.   Den ligger i delstaten Pará, i den nordöstra delen av landet, 1 500 km norr om huvudstaden Brasília. Antalet invånare är 53 605.
Följande samhällen finns i Acará:
- Acará

I omgivningarna runt Acará växer i huvudsak städsegrön lövskog. Runt Acará är det glesbefolkat, med 11 invånare per kvadratkilometer.